# 圣莱奥纳尔 (孚日省)
圣莱奥纳尔（法語：Saint-Léonard，法語發音：[sɛ̃ leɔnaʁ] ⓘ）是法国大東部大區孚日省的一个市镇，属于孚日圣迪耶区。

## 地理
圣莱奥纳尔（48°12'59"N, 6°56'38"E）面积14.57 平方千米，位于法国大東部大區孚日省，该省份为法国东北部内陆省份，北起默兹省和默尔特-摩泽尔省，西接上马恩省，南至上索恩省和贝尔福地区省，东临上莱茵省和下莱茵省。
与圣莱奥纳尔接壤的市镇（或旧市镇、城区）包括：默尔特河畔索尔西、阿努尔德、昂特尔德索、弗赖兹、拉乌西耶尔、芒德赖、坦特吕。

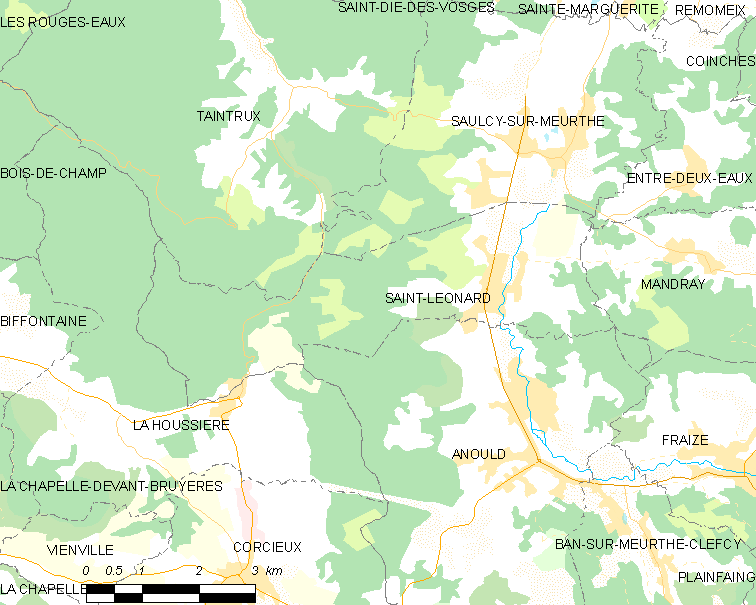
的OSM定位图

圣莱奥纳尔的时区为UTC+01:00、UTC+02:00（夏令时）。

## 行政
圣莱奥纳尔的邮政编码为88650，INSEE市镇编码为88423。

## 政治
圣莱奥纳尔所属的省级选区为孚日圣迪耶第二县。

## 人口

1962-2008年间人口变化图示

圣莱奥纳尔于2022年1月1日时的人口数量为1379人。